# Anatoli Nikolajewitsch Amelin
Anatoli Nikolajewitsch Amelin (russisch Анатолий Николаевич Амелин; * 8. Juni 1946) ist ein ehemaliger sowjetischer Tischtennisspieler. Seine beste Zeit hatte er in den 1960er Jahren, als er im Doppel bei einer Weltmeisterschaft das Endspiel erreichte.

## Werdegang
Amelins erster Erfolg war die Nominierung für die Jugend-Europameisterschaft 1962 in Bled, wo er im Einzel hinter Dorin Giurgiucă Zweiter wurde und mit der sowjetischen Mannschaft den Titel gewann.
Von 1963 bis 1970 nahm er an drei Europameisterschaften und vier Weltmeisterschaften teil. Bei allen Europameisterschaften erreichte er in mindestens zwei Disziplinen das Halbfinale: 1966 im Einzel und Doppel mit Stanislaw Gomoskow, 1968 im Doppel mit Gomoskow und Mixed mit Swetlana Grinberg sowie 1970 im Doppel mit Gomoskow und Mixed mit Grinberg. Zudem wurde er 1966 und 1968 mit der sowjetischen Mannschaft Zweiter.
Bei der Weltmeisterschaft 1967 wurde er Vizeweltmeister im Doppel. Mit Stanislaw Gomoskow verlor er das Endspiel gegen die Schweden Hans Alsér/Kjell Johansson. Im Mixed mit Soja Rudnowa kam er ins Halbfinale. 1969 scheiterte er mit dem gleichen Doppelpartner im Halbfinale.
1996, 2002, 2004 und 2006 wurde er Seniorenweltmeister im Doppel mit Dragutin Šurbek, 1998 mit Herbert Neubauer.

## Autor
Nach dem Ende seiner Laufbahn schrieb Amelin Bücher über Tischtennis.
- Amelin/Paschinin: Азбука спорта: настольный теннис (Sport ABC: Tischtennis), 1999, ISBN 5-278-00692-7
- Amelin: Настольный теннис: 6 + 12 (Tischtennis: 6 + 12), Jahr: 2005, ISBN 5-278-00776-1

## Privat
Mitte der 1960er Jahre heiratete er die litauische Tischtennis-Nationalspielerin Laima Balaišytė (* 1948). Mit ihr hat er eine Tochter.

## Turnierergebnisse
| Verband | Turnier                               | Jahr | Ort       | Land | Einzel     | Doppel     | Mixed      | Team |
| ------- | ------------------------------------- | ---- | --------- | ---- | ---------- | ---------- | ---------- | ---- |
| URS     | Europameisterschaft                   | 1970 | Moskau    | URS  | letzte 16  | Halbfinale | Halbfinale |      |
| URS     | Europameisterschaft                   | 1968 | Lyon      | FRA  | letzte 16  | Halbfinale | Halbfinale | 2    |
| URS     | Europameisterschaft                   | 1966 | London    | ENG  | Halbfinale | Halbfinale |            | 2    |
| URS     | Jugend-Europameisterschaft (Junioren) | 1962 | Bled      | YUG  | Silber     |            |            |      |
| URS     | Weltmeisterschaft                     | 1969 | München   | FRG  | letzte 16  | Halbfinale | letzte 16  | 8    |
| URS     | Weltmeisterschaft                     | 1967 | Stockholm | SWE  | letzte 16  | Silber     | Halbfinale | 6    |
| URS     | Weltmeisterschaft                     | 1965 | Ljubljana | YUG  | letzte 32  | letzte 16  | letzte 32  | 8    |
| URS     | Weltmeisterschaft                     | 1963 | Prag      | TCH  | letzte 64  | letzte 32  | letzte 128 | 13   |